# Dorylinae
Dorylinae é uma subfamília de
formigas, pertencente a família Formicidae.

## Gêneros
- Acanthostichus Mayr, 1887
- Aenictogiton Emery, 1901
- Aenictus Shuckard, 1840
- Cerapachys Smith, 1857
- Cheliomyrmex Mayr, 1870
- Chrysapace Crawley, 1924
- Cylindromyrmex Mayr, 1870
- Dorylus Fabricius, 1793
- Eburopone Borowiec, 2016
- Eciton Latreille, 1804
- Eusphinctus Emery, 1893
- Labidus Jurine, 1807
- Leptanilloides Mann, 1923
- Lioponera Mayr, 1879
- Lividopone Bolton & Fisher, 2016
- Neivamyrmex Borgmeier, 1940
- Neocerapachys Borowiec, 2016
- Nomamyrmex Borgmeier, 1936
- Ooceraea Roger, 1862
- Parasyscia Emery, 1882
- †Procerapachys Wheeler, 1915
- Simopone Forel, 1891
- Sphinctomyrmex Mayr, 1866
- Syscia Roger, 1861
- Tanipone Bolton & Fisher, 2012
- Vicinopone Bolton & Fisher, 2012
- Yunodorylus Xu, 2000
- Zasphinctus Wheeler, 1918